# Han Nefkens
Han Nefkens (Rotterdam, Països Baixos, 1954) és un escriptor i col·leccionista d'art.

Nascut a Rotterdam el 1954, Nefkens va estudiar periodisme a França i els Estats Units. Posteriorment va treballar com a corresponsal de ràdio a Mèxic durant onze anys. El 1987 va descobrir que era seropositiu.
L'any 2001 va començar la Col·lecció HF, una col·lecció d'art contemporani que es compon de fotografies, vídeos, instal·lacions i pintures de, entre d'altres, Jeff Wall, Sam Taylor-Wood, Bill Viola, Pipilotti Rist, Shirin Neshat i Felix Gonzalez-Torres. Una de les particularitats de Nefkens és que deposita aquestes obres com a préstecs a llarg termini als museus dels Països Baixos i de l'estranger, incloent el Centraal Museum a Utrecht, el Museu Boijmans Van Beuningen i el FRAC Nord-Pas de Calais, a Dunkerque.
L'any 2006 va crear la Fundació Art Aids, institució que utilitza l'art per tal d'augmentar la consciència sobre el VIH i millorar la vida de les persones que viuen amb el VIH. Aquesta fundació ha col·laborat en dues ocasions amb la barcelonina Fundació Joan Miró, la primera vegada en ocasió de l'exposició de Pipilotti Rist i la segona organitzant You're not alone.
El 2011 va crear, juntament amb el MACBA, un nou premi artístic internacional, amb caràcter bienal, dotat amb 50.000 euros.